# Cyclophora gosina
Cyclophora gosina är en fjärilsart som beskrevs av William Schaus 1901. Cyclophora gosina ingår i släktet Cyclophora och familjen mätare. Inga underarter finns listade i Catalogue of Life.